# Ove Skeel (1898-1973)
 Der er flere personer med dette navn, se Ove Skeel.
Ove Skeel (24. juli 1898 på Skeelslund – 26. januar 1973) var en dansk godsejer og hofjægermester, bror til Tyge Skeel og far til Erik Ludvig Skeel.
Han var søn af Erik Skeel og Fanny Elisabeth født baronesse Gyldenkrone, overtog Birkelse 1940 og blev hofjægermester.
8. december 1923 ægtede han i Frederiksborg Slotskirke Ingeborg Louise baronesse Wedell-Wedellsborg (25. februar 1901 på Ostrup Skovridergård, Grevinge - 23. november 1985), datter af Ludvig Wedell-Wedellsborg.